# 1469
Il 1469 (MCDLXIX in numeri romani) è un anno  del XV secolo.

## Eventi
- 1469/1492 - Lorenzo il Magnifico assume la signoria di Firenze. Alla morte del padre, Piero il Gottoso, Lorenzo de' Medici gli succede nella direzione del governo fiorentino insieme con il fratello Giuliano.
- 19 ottobre - Il matrimonio tra Ferdinando II d'Aragona e Isabella di Castiglia porta all'unione dei regni d'Aragona e di Castiglia e avvia una politica di unificazione nazionale e religiosa che getterà le basi per la trasformazione della Spagna in stato moderno e potenza europea.
- Alamanno Salviati comprò Villa Salviati che si trova a Firenze.

## Nati
- 4 febbraio - Annibale II Bentivoglio, condottiero italiano († 1540)
- 13 febbraio - Elia Levita, poeta e grammatico tedesco († 1549)
- 20 febbraio - Tommaso De Vio, cardinale italiano († 1534)
- 20 marzo - Cecilia di York, principessa inglese († 1507)
- 15 aprile - Guru Nanak Dev, mistico indiano († 1539)
- 29 aprile - Guglielmo II d'Assia, sovrano tedesco († 1509)
- 3 maggio - Niccolò Machiavelli, scrittore, filosofo e storico italiano († 1527)
- 19 maggio - Giovanni della Robbia, scultore e ceramista italiano
- 31 maggio - Manuele I del Portogallo, re portoghese († 1521)
- 20 giugno - Gian Galeazzo Maria Sforza, duca italiano († 1494)
- 13 luglio - Francesco Armellini Pantalassi de' Medici, cardinale italiano († 1528)
- 4 agosto - Margherita di Sassonia, principessa sassone († 1528)
- 19 ottobre - John Fisher, cardinale, vescovo cattolico e umanista britannico († 1535)
- 17 novembre - Michele di Vieri, poeta italiano († 1487)
- Gerolamo Accoramboni, medico italiano († 1537)
- Baccio da Montelupo, scultore e architetto italiano († 1523)
- Nicolas Bohier, giurista francese († 1539)
- Girolama Borgia, nobildonna romana († 1483)
- Laura Cereta, umanista e scrittrice italiana († 1499)
- Egidio da Viterbo, umanista, filosofo e cardinale italiano († 1532)
- Domenico Fancelli, scultore italiano († 1519)
- Antonio Ferrero, cardinale e vescovo cattolico italiano († 1508)
- Ferdinando I Folch de Cardona, militare spagnolo († 1543)
- Giacomo di Foix, nobile francese († 1500)
- Giovanni III di Navarra, re († 1516)
- Giampietro Gonzaga, nobile italiano († 1515)
- Sigismondo Gonzaga, cardinale italiano († 1525)
- Francesco Granacci, pittore italiano († 1543)
- Pietro Griffo, vescovo cattolico italiano († 1516)
- Silvio Passerini, cardinale e vescovo cattolico italiano († 1529)
- Johannes Pfefferkorn, scrittore tedesco († 1521)
- Giovanni Francesco II Pico della Mirandola, nobile, filosofo e letterato italiano († 1533)
- Ludovico Ricchieri, umanista italiano († 1525)
- Giovanni Righi, francescano italiano († 1539)
- Galeazzo Sforza, nobile italiano († 1515)
- Rodrigo de Triana, marinaio spagnolo († 1535)
- Vincenzo Cappello, militare italiano († 1541)
- Şehzade Korkut, principe ottomano († 1513)

## Morti
- 16 gennaio - Giovanni Burgio, arcivescovo cattolico, medico e politico italiano
- 22 febbraio - Maria di Savoia, principessa (n. 1411)
- 23 marzo - Jacob Fugger il Vecchio, mercante tedesco (n. 1398)
- 12 aprile - Peter von Schaumberg, cardinale tedesco (n. 1388)
- 21 maggio - Caterina di Borbone-Clermont, nobile francese (n. 1440)
- 26 giugno - Elisabetta Manfredi, nobildonna italiana (n. 1443)
- 12 agosto - Richard Woodville, nobile britannico (n. 1405)
- 12 agosto - John Woodville, nobile inglese (n. 1444)
- 13 agosto - Bornio da Sala, giurista e scrittore italiano
- 15 agosto - Johann von Mengede (n. 1400)
- 9 ottobre - Filippo Lippi, pittore italiano (n. 1406)
- 23 ottobre - Thomas de Courcelles, cardinale e teologo francese (n. 1400)
- 2 dicembre - Piero il Gottoso, politico italiano (n. 1416)
- 6 dicembre - Juan de Carvajal, cardinale e vescovo cattolico spagnolo
- 31 dicembre - Yejong di Joseon, re coreano (n. 1450)
- Giovanni Asen Zaccaria, principe
- Eustochio Bellini, religiosa italiana (n. 1444)
- Giovanni Bianchini, matematico e astronomo italiano (n. 1410)
- Filippo Borromeo, nobile, politico e banchiere italiano (n. 1419)
- Filippo Calandri, matematico italiano
- Niccolò de' Conti, esploratore italiano (n. 1395)
- Benedetto Cotrugli, diplomatico e economista dalmata (n. 1416)
- Elena Paleologa, principessa bizantina (n. 1442)
- Filarete, scultore, architetto e teorico dell'architettura italiano
- Leone de Simone, vescovo cattolico italiano
- Lope de Barrientos, vescovo cattolico spagnolo (n. 1382)
- Abu Sa'id Mirza, sovrano persiano (n. 1424)
- Montezuma I, imperatore azteco (n. 1398)
- Filippo Baudone Roero, vescovo cattolico italiano
- Francesco Solari, scultore, architetto e ingegnere italiano
- Zagan Pascià, militare e politico ottomano

## Calendario
| Calendario 1469 | Calendario 1469 | Calendario 1469 | Calendario 1469 | Calendario 1469 | Calendario 1469 | Calendario 1469 | Calendario 1469 | Calendario 1469 | Calendario 1469 | Calendario 1469 | Calendario 1469 | Calendario 1469 | Calendario 1469 | Calendario 1469 | Calendario 1469 | Calendario 1469 | Calendario 1469 | Calendario 1469 | Calendario 1469 | Calendario 1469 | Calendario 1469 | Calendario 1469 | Calendario 1469 | Calendario 1469 | Calendario 1469 | Calendario 1469 | Calendario 1469 | Calendario 1469 | Calendario 1469 | Calendario 1469 | Calendario 1469 | Calendario 1469 |
| --------------- | --------------- | --------------- | --------------- | --------------- | --------------- | --------------- | --------------- | --------------- | --------------- | --------------- | --------------- | --------------- | --------------- | --------------- | --------------- | --------------- | --------------- | --------------- | --------------- | --------------- | --------------- | --------------- | --------------- | --------------- | --------------- | --------------- | --------------- | --------------- | --------------- | --------------- | --------------- | --------------- |
|                 | 1               | 2               | 3               | 4               | 5               | 6               | 7               | 8               | 9               | 10              | 11              | 12              | 13              | 14              | 15              | 16              | 17              | 18              | 19              | 20              | 21              | 22              | 23              | 24              | 25              | 26              | 27              | 28              | 29              | 30              | 31              |                 |
| Gennaio         | Do              | Lu              | Ma              | Me              | Gi              | Ve              | Sa              | Do              | Lu              | Ma              | Me              | Gi              | Ve              | Sa              | Do              | Lu              | Ma              | Me              | Gi              | Ve              | Sa              | Do              | Lu              | Ma              | Me              | Gi              | Ve              | Sa              | Do              | Lu              | Ma              |                 |
| Febbraio        | Me              | Gi              | Ve              | Sa              | Do              | Lu              | Ma              | Me              | Gi              | Ve              | Sa              | Do              | Lu              | Ma              | Me              | Gi              | Ve              | Sa              | Do              | Lu              | Ma              | Me              | Gi              | Ve              | Sa              | Do              | Lu              | Ma              |                 |                 |                 |                 |
| Marzo           | Me              | Gi              | Ve              | Sa              | Do              | Lu              | Ma              | Me              | Gi              | Ve              | Sa              | Do              | Lu              | Ma              | Me              | Gi              | Ve              | Sa              | Do              | Lu              | Ma              | Me              | Gi              | Ve              | Sa              | Do              | Lu              | Ma              | Me              | Gi              | Ve              |                 |
| Aprile          | Sa              | Do              | Lu              | Ma              | Me              | Gi              | Ve              | Sa              | Do              | Lu              | Ma              | Me              | Gi              | Ve              | Sa              | Do              | Lu              | Ma              | Me              | Gi              | Ve              | Sa              | Do              | Lu              | Ma              | Me              | Gi              | Ve              | Sa              | Do              |                 |                 |
| Maggio          | Lu              | Ma              | Me              | Gi              | Ve              | Sa              | Do              | Lu              | Ma              | Me              | Gi              | Ve              | Sa              | Do              | Lu              | Ma              | Me              | Gi              | Ve              | Sa              | Do              | Lu              | Ma              | Me              | Gi              | Ve              | Sa              | Do              | Lu              | Ma              | Me              |                 |
| Giugno          | Gi              | Ve              | Sa              | Do              | Lu              | Ma              | Me              | Gi              | Ve              | Sa              | Do              | Lu              | Ma              | Me              | Gi              | Ve              | Sa              | Do              | Lu              | Ma              | Me              | Gi              | Ve              | Sa              | Do              | Lu              | Ma              | Me              | Gi              | Ve              |                 |                 |
| Luglio          | Sa              | Do              | Lu              | Ma              | Me              | Gi              | Ve              | Sa              | Do              | Lu              | Ma              | Me              | Gi              | Ve              | Sa              | Do              | Lu              | Ma              | Me              | Gi              | Ve              | Sa              | Do              | Lu              | Ma              | Me              | Gi              | Ve              | Sa              | Do              | Lu              |                 |
| Agosto          | Ma              | Me              | Gi              | Ve              | Sa              | Do              | Lu              | Ma              | Me              | Gi              | Ve              | Sa              | Do              | Lu              | Ma              | Me              | Gi              | Ve              | Sa              | Do              | Lu              | Ma              | Me              | Gi              | Ve              | Sa              | Do              | Lu              | Ma              | Me              | Gi              |                 |
| Settembre       | Ve              | Sa              | Do              | Lu              | Ma              | Me              | Gi              | Ve              | Sa              | Do              | Lu              | Ma              | Me              | Gi              | Ve              | Sa              | Do              | Lu              | Ma              | Me              | Gi              | Ve              | Sa              | Do              | Lu              | Ma              | Me              | Gi              | Ve              | Sa              |                 |                 |
| Ottobre         | Do              | Lu              | Ma              | Me              | Gi              | Ve              | Sa              | Do              | Lu              | Ma              | Me              | Gi              | Ve              | Sa              | Do              | Lu              | Ma              | Me              | Gi              | Ve              | Sa              | Do              | Lu              | Ma              | Me              | Gi              | Ve              | Sa              | Do              | Lu              | Ma              |                 |
| Novembre        | Me              | Gi              | Ve              | Sa              | Do              | Lu              | Ma              | Me              | Gi              | Ve              | Sa              | Do              | Lu              | Ma              | Me              | Gi              | Ve              | Sa              | Do              | Lu              | Ma              | Me              | Gi              | Ve              | Sa              | Do              | Lu              | Ma              | Me              | Gi              |                 |                 |
| Dicembre        | Ve              | Sa              | Do              | Lu              | Ma              | Me              | Gi              | Ve              | Sa              | Do              | Lu              | Ma              | Me              | Gi              | Ve              | Sa              | Do              | Lu              | Ma              | Me              | Gi              | Ve              | Sa              | Do              | Lu              | Ma              | Me              | Gi              | Ve              | Sa              | Do              |                 |